# Bomsjötjärnen
Bomsjötjärnen är en sjö i Åsele kommun i Lappland och ingår i Ångermanälvens huvudavrinningsområde. Sjön har en area på 0,113 kvadratkilometer och ligger 311 meter över havet. Sjön avvattnas av vattendraget Bomsjöbäcken.

## Delavrinningsområde
Bomsjötjärnen ingår i det delavrinningsområde (711792-158197) som SMHI kallar för Utloppet av Bomsjötjärnen. Medelhöjden är 323 meter över havet och ytan är 0,91 kvadratkilometer. Räknas de 4 avrinningsområdena uppströms in blir den ackumulerade arean 64,54 kvadratkilometer. Bomsjöbäcken som avvattnar avrinningsområdet har biflödesordning 3, vilket innebär att vattnet flödar genom totalt 3 vattendrag innan det når havet efter 204 kilometer. Avrinningsområdet består mestadels av skog (88 procent). Avrinningsområdet har 0,11 kvadratkilometer vattenytor vilket ger det en sjöprocent på 12,1 procent.